# Aristida arabica
Aristida arabica là một loài thực vật có hoa trong họ Hòa thảo. Loài này được (Trin. & Rupr.) Trin. & Rupr. ex Henrard mô tả khoa học đầu tiên năm 1926.